# Конституція Пакистану
Конституція Пакистану (урду آئین پاکستان), також відома як Конституція 1973 року, є вищим законом Пакистану. Проєкт, розроблений урядом Зульфікара Алі Бхутто за додаткової допомоги опозиційних партій країни, був схвалений парламентом 10 квітня та ратифікований 14 серпня 1973 року. Конституція має керувати законодавством, політичною культурою та системою Пакистану. Він встановлює структуру держави, основні права населення, державний закон і порядок, а також структуру та створення установ і збройних сил. Перші три розділи встановлюють правила, повноваження та окремі повноваження трьох гілок влади: двопалатний законодавчий орган; виконавча влада, якою керує прем'єр-міністр як голова виконавчої влади; і вищий федеральний судовий орган на чолі з Верховним судом. Конституція визначає президента Пакистану церемоніальним главою держави, який представляє єдність держави. Перші шість статей конституції окреслюють політичну систему як федеральну парламентську республіку; а також іслам як державна релігія. Конституція також містить положення, що передбачають відповідність правової системи ісламським заборонам, що містяться в Корані та Сунні.
Парламент не може приймати будь-які закони, які можуть бути огидними або суперечити Конституції, однак сама Конституція може бути змінена більшістю в дві третини в обох палатах двопалатного парламенту, на відміну від попередніх правових документів 1956 і 1962 років. Згодом у нього вносилися зміни, а також були змінені останні імпульси щодо політичного оновлення та реформ. Незважаючи на те, що конституція була введена в дію в 1973 році, Пакистан святкує ухвалення конституції 23 березня, коли перший ряд було оприлюднено в 1956 році, щороку як День Республіки. Технічно існує 26 поправок, але 23 поправки були внесені до конституції, і три не були прийняті парламентом, оскільки три поправки були недійсними.

## Походження та історична довідка
У радіопромові, зверненому до народу Пакистану, трансльованому в лютому 1948 року, Джинна висловив свої погляди щодо майбутньої конституції Пакистану таким чином:
Конституція Пакистану ще має бути розроблена Установчими зборами Пакистану, я не знаю, якою буде остаточна форма конституції, але я впевнений, що вона буде демократичного типу, втілюючи основні принципи ісламу . Сьогодні вони так само застосовні в реальному житті, як і 1300 років тому. Іслам та його ідеалізм навчили нас демократії. Він навчав рівності людей, справедливості та чесної гри для всіх. Ми є спадкоємцями цих славетних традицій і повністю виконуємо наші обов’язки та зобов’язання як творці майбутньої конституції Пакистану.
Пакистан був заснований у 1947 році як Домініон (незалежне царство або королівство) у складі Британської Співдружності. Те саме було і в незалежній Індії. Протягом перших кількох років існування британський монарх також був главою держави Пакистану, як і досі в Канаді, Австралії тощо. Перед написанням конституції Установча асамблея за наполяганням улемів і Джамаат-е-Ісламі в березні 1949 року прийняла Резолюцію про цілі, щоб визначити основні керівні принципи нової держави та проголосити державне визнання суверенітету Аллаха над Всесвіт. Резолюція про цілі підтвердила роль демократії та містила релігійні положення, які дозволяли суспільству дотримуватися вчень Корану та Сунни. Резолюція про цілі відтепер була додана як преамбула до кожної з наступних конституцій Пакистану.
Країна стала республікою, коли її першу конституцію було затверджено в 1956 році, але вона була скасована в 1958 році після військового перевороту. Друга конституція Пакистану була прийнята в 1962 році. Він надав виконавчу владу президенту та скасував посаду прем'єр-міністра. Він також інституціоналізував втручання військових у політику, передбачивши, що протягом двадцяти років президентом або міністром оборони має бути особа, яка мала звання не нижче генерал-лейтенанта в армії. Дія Конституції 1962 року була призупинена в 1969 році та скасована в 1972 році.
Конституція 1973 року була першою в Пакистані, яка була створена обраними представниками. На відміну від конституції 1962 року, вона надала Пакистану парламентську демократію з виконавчою владою, зосередженою в офісі прем'єр-міністра, а офіційний глава держави — президент — мав право діяти за порадою прем'єр-міністра.
Конституція стверджує, що всі закони повинні відповідати приписам ісламу, викладеним у Корані та Сунні. Конституція 1973 року також створила певні інституції, такі як Шаріатський суд і Рада ісламської ідеології, щоб направляти тлумачення та застосування ісламу.
Після чергового державного перевороту в 1977 році конституція залишалася в режимі очікування, поки її не було «відновлено» в 1985 році, але з поправкою (восьмою), яка передала владу від парламенту та прем'єр-міністра до президента. Ще одна поправка (Сімнадцята) у 2004 році продовжила цю зміну, але в 2010 році вісімнадцята поправка зменшила повноваження президента, повернувши уряд до парламентської республіки. 

#### Конституція 1962 року
Генерал Аюб Хан призначив Конституційну комісію для розробки іншої частини конституції під керівництвом головного судді Мухаммада Шахабуддіна. Подавши свої міркування 6 травня 1961 року, Аюб Хан змінив повну версію конституції, яка повністю відрізнялася від тієї, яку рекомендував Головний суддя Мухаммад Шахабуддін. Він був оприлюднений 8 червня 1962 року. Головною особливістю цього набору було запровадження президентської системи та більшої консолідації повноважень президента. Жодних подальших змін на противагу документу 1956 року внесено не було. Його функції включають:
- Більше повноважень у президента Пакистану[12].
- Зміцнення Ради ісламської ідеології[12].

#### Постанова про нормативно-правову базу 1970 року
Президент Аюб Хан запросив начальника штабу армії генерала Ях'ю Хана забезпечити дотримання воєнного стану в країні. Приступивши на посаду президента, генерал Ях'я Хан погодився на вимоги народу, скасувавши однопартійну систему в Західному Пакистані та наказавши провести загальні вибори за принципом одна людина — один голос.
Військовий уряд і сам президент Ях'я не докладали жодних зусиль для створення конституції, окрім видання позасудового наказу в 1970 році По всій країні сподівалися, що Національні збори будуть створені шляхом проведення вільних і чесних виборів. Щоб провести запропоновані вибори, 30 березня 1970 року президент Ях'я оприлюднив нормативно-правову базу, в якій також були викладені основні принципи запропонованої конституції та структура та склад національних і провінційних зборів.
У грудні 1970 року відбулися загальнонаціональні загальні вибори одночасно до національних і п'яти провінційних зборів. Націоналістична Ліга Авамі (AL) забезпечила собі мандат у Східному Пакистані, але не змогла виступити в жодній з чотирьох провінцій Пакистану. Соціалістична Пакистанська народна партія (PPP) під керівництвом Зульфікара Алі Бхутто отримала мандат у Пенджабі та Сінді, але зазнала невдачі у Східному Пакистані, Північно-Землі та Белуджистані.